# فرودگاه ممانبتسو
فرودگاه ممانبتسو (به انگلیسی: Memanbetsu Airport) یک فرودگاه همگانی با کد یاتا MMB است که یک باند فرود آسفالت بتن دارد و طول باند آن ۲۵۰۰ متر است. این فرودگاه در کشور ژاپن قرار دارد .